# Cử tạ tại Đại hội Thể thao Đông Nam Á 2013
Cử tạ tại Đại hội Thể thao Đông Nam Á năm 2013 diễn ra từ ngày 13 đến ngày 16 tháng 12 năm 2013 tại Sân vận động Thein Phyu, thành phố Yangon, Myanmar. Chuơng trình thi đấu bao gồm 11 nội dung huy chương: 6 nội dung nam (56 kg, 62 kg, 69 kg, 77 kg, 85 kg, 94 kg) và 5 nội dung nữ (48 kg, 53 kg, 58 kg, 63 kg, 69 kg).

## Nội dung thi đấu
11 nội dung trao huy chương tương ứng với các hạng cân sau đây:
| - 56 kg nam - 62 kg nam - 69 kg nam - 77 kg nam - 85 kg nam - 94 kg nam |  | - 48 kg nữ - 53 kg nữ - 58 kg nữ - 63 kg nữ - 69 kg nữ |

## Tóm tắt kết quả

### Nam
| Hạng cân | Vàng                        | Vàng | Bạc                         | Bạc | Đồng                      | Đồng |
| -------- | --------------------------- | ---- | --------------------------- | --- | ------------------------- | ---- |
| 56 kg    | Thạch Kim Tuấn · Việt Nam   | 285  | Jadi Setiadi · Indonesia    | 261 | Pyae Phyo · Myanmar       | 246  |
| 62 kg    | Eko Yuli Irawan · Indonesia | 304  | Lê Quang Trung · Việt Nam   | 291 | Myint Kyi · Myanmar       | 289  |
| 69 kg    | Deni · Indonesia            | 324  | Kyaw Moe Win · Myanmar      | 314 | Tairat Bunsuk · Thái Lan  | 312  |
| 77 kg    | Pornchai Lobsi · Thái Lan   | 336  | Nguyễn Hồng Ngọc · Việt Nam | 319 | Edi Kurniawan · Indonesia | 316  |
| 85 kg    | Pitaya Tibnoke · Thái Lan   | 341  | Hoàng Tấn Tài · Việt Nam    | 332 | Suchat Somboon · Thái Lan | 328  |
| 94 kg    | Sarat Sumpradit · Thái Lan  | 352  | Trần Văn Hoá · Việt Nam     | 345 | Mohd Faiz Musa · Malaysia | 308  |

### Nữ
| Hạng cân | Vàng                              | Vàng | Bạc                                 | Bạc | Đồng                               | Đồng |
| -------- | --------------------------------- | ---- | ----------------------------------- | --- | ---------------------------------- | ---- |
| 48 kg    | Sri Wahyuni Agustiani · Indonesia | 188  | Panida Khamsri · Thái Lan           | 177 | Đỗ Thị Thu Hoài · Việt Nam         | 176  |
| 53 kg    | Aye Thanda Lwin · Myanmar         | 202  | Nguyễn Thị Thúy · Việt Nam          | 191 | Citra Febrianti · Indonesia        | 191  |
| 58 kg    | Sukanya Srisurat · Thái Lan       | 225  | Hidilyn Diaz · Philippines          | 224 | Lâm Thị Bích · Việt Nam            | 201  |
| 63 kg    | Pimsiri Sirikaew · Thái Lan       | 231  | Ni Luh Sinta Darmariani · Indonesia | 209 | Nguyễn Thị Tuyết Mai · Việt Nam    | 201  |
| 69 kg    | Boonatee Klakasikit · Thái Lan    | 225  | Lae Lae Win · Myanmar               | 209 | Nor Khasida Abdul Halim · Malaysia | 188  |

## Bảng huy chương
| Hạng               | Đoàn               | Vàng | Bạc | Đồng | Tổng số |
| ------------------ | ------------------ | ---- | --- | ---- | ------- |
| 1                  | Thái Lan           | 6    | 1   | 2    | 9       |
| 2                  | Indonesia          | 3    | 2   | 2    | 7       |
| 3                  | Việt Nam           | 1    | 5   | 3    | 9       |
| 4                  | Myanmar            | 1    | 2   | 2    | 5       |
| 5                  | Philippines        | 0    | 1   | 0    | 1       |
| 6                  | Malaysia           | 0    | 0   | 2    | 2       |
| Tổng số (6 đơn vị) | Tổng số (6 đơn vị) | 11   | 11  | 11   | 33      |